# Kyrie eleison
Kyrie eleison kommer fra oldgræsk: Κύριε, ἐλέησον og betyder Herre, forbarm dig (over os).
Udtrykket forekommer i gudstjenesten og gentages da gerne tre gange for at understrege treenigheden: Udtrykket rettes mod Gud Fader, Herre Krist og Helligånden. Sætningen bruges både i den protestantiske, katolske og ortodokse liturgi.
I Den Danske Salmebog findes som nr. 433 Herre Gud Fader i Himlen (Kyrie) til veksellæsning eller vekselsang mellem præst og menighed. Den kan bruges i liturgien ved højmessen i Den Danske Folkekirke. Menighedens svar er tre gange: Forbarm dig over os!